# Hyrôme
L’Hyrôme est une rivière française qui coule dans le département de Maine-et-Loire, en région Pays de la Loire. C’est un affluent du Layon en rive gauche, donc un sous-affluent de la Loire.

## Géographie

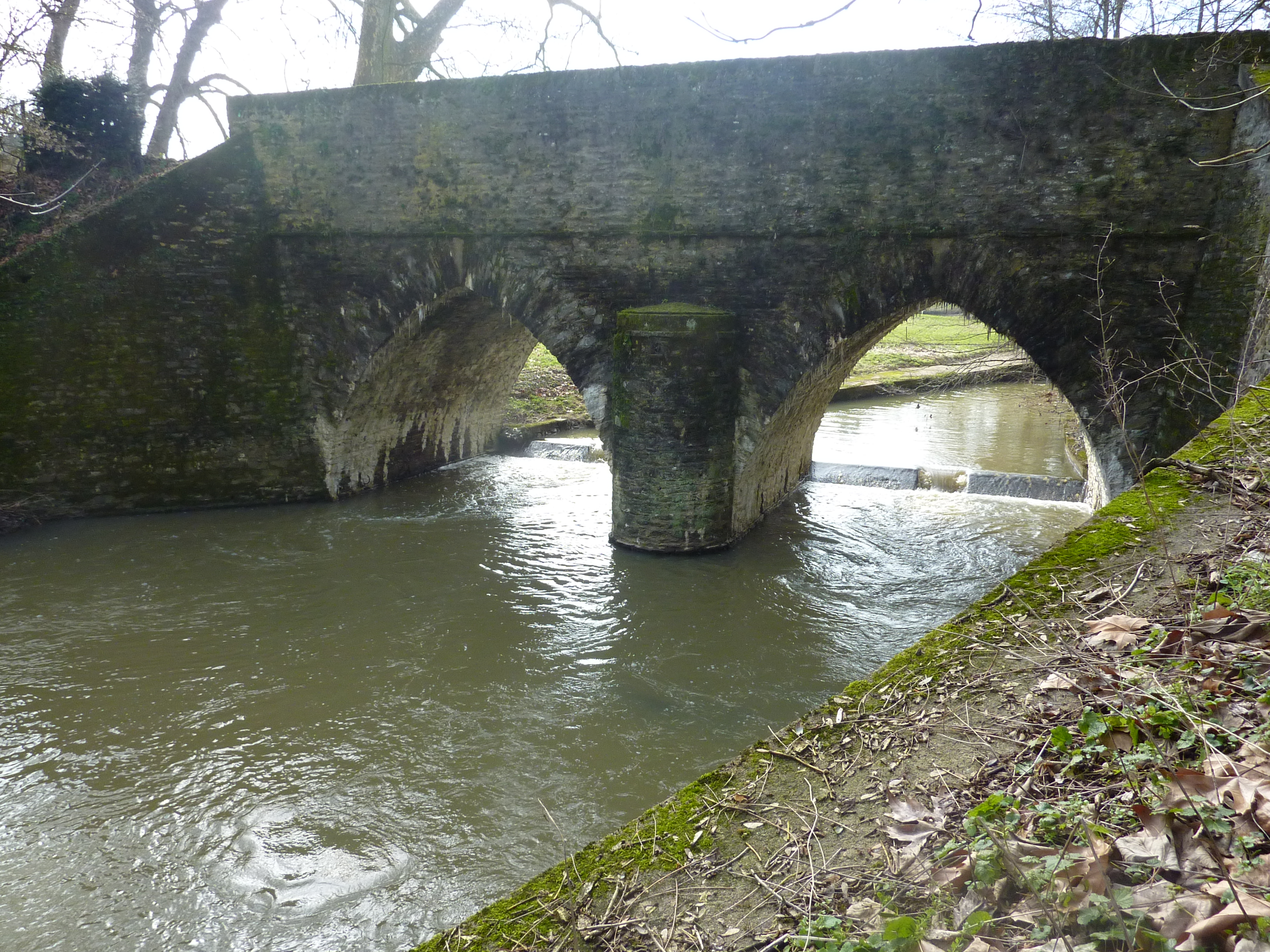
Le pont de Chanzeaux sur l'Hyrôme.

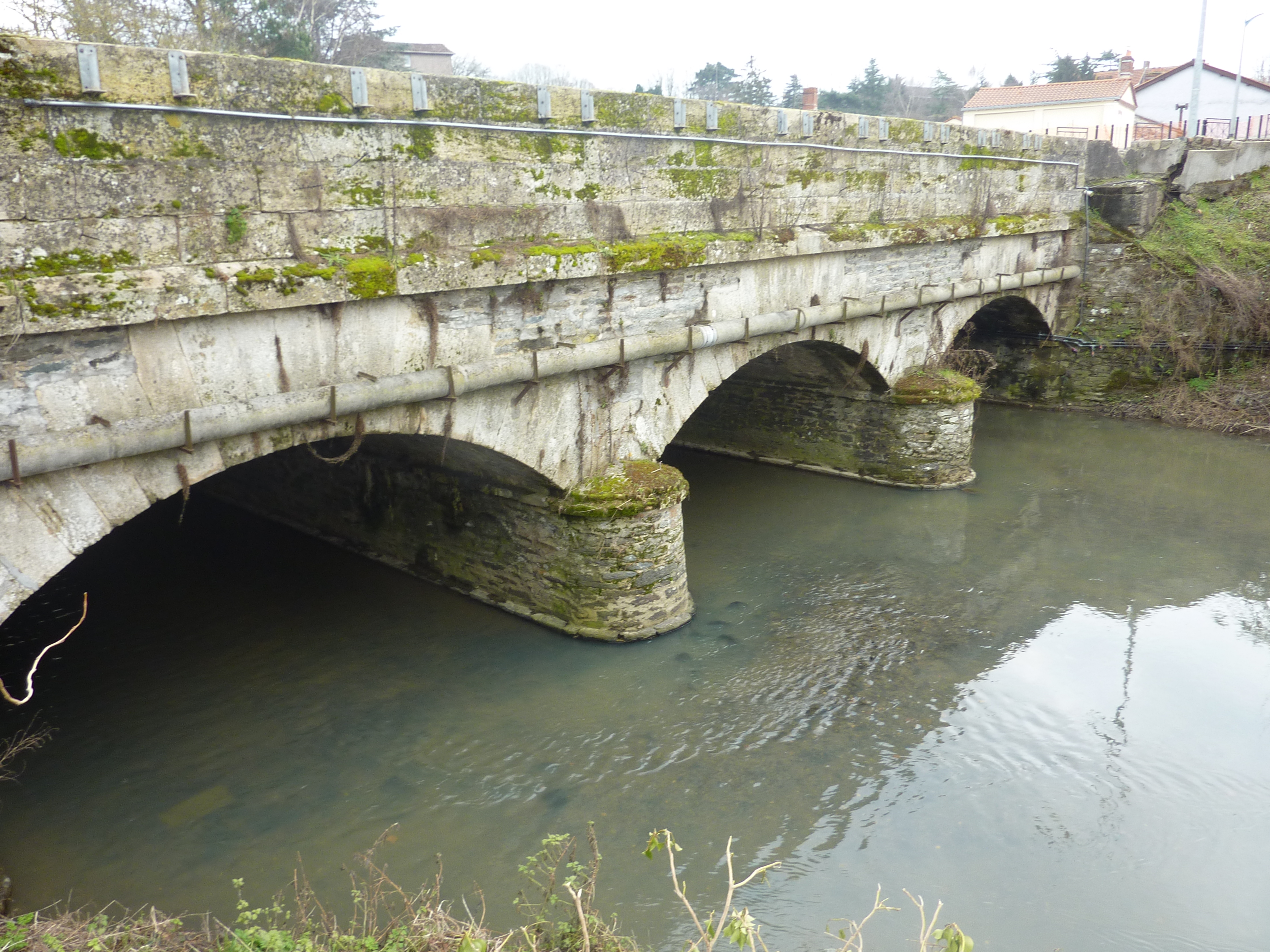
Le pont de Chemillé sur l'Hyrôme.

L’Hyrôme prend naissance sur le territoire de la commune de Saint-Georges-des-Gardes, à 162 m d'altitude, entre les lieux-dits la Pétassière et la Gagnerie, dans les Mauges. Il se dirige d’emblée vers le nord-est, direction qu’il ne quitte plus jusqu’à la fin de son parcours de 27,2 kilomètres.
Il conflue en rive gauche dans le Layon à Saint-Lambert-du-Lattay, à 20 m d'altitude,, à une dizaine de kilomètres en amont du confluent de ce dernier avec la Loire.

## Communes et cantons traversés
Dans le seul département de Maine-et-Loire, l'Hyrôme traversait ou longeait les six anciennes communes suivantes, d’amont en aval, Saint-Georges-des-Gardes, Melay, Chemillé, Valanjou, Chanzeaux et Saint-Lambert-du-Lattay, aujourd'hui les deux communes de Chemillé-en-Anjou (source), et Val-du-Layon (confluence).
Soit en termes de cantons, l'Hyrôme prend source et conflue dans le même canton de Chemillé-Melay, dans l'arrondissement de Cholet.

### Bassin versant
L'Hyrôme traverse une seule zone hydrographique « l'Hyrôme & ses affluents » (M521) de 153 km2 de superficie,  Ce bassin versant est constitué à 94,69 de « territoires agricoles », à 4,23 de « territoires artificialisés », à 1,54 de « forêts et milieux semi-naturels ».

### Organisme gestionnaire
L'organisme gestionnaire est le SMBL ou syndicat mixte du bassin du Layon, collectivité territoriale créée en 1973, sis à Martigne-Briand, regroupant cinquante-deux communes. Un SAGE a été lancé en octobre 2004 et en novembre 2012. Le SMBL adhère à l'EPTB Loire.

## Affluents
L'Hyrôme a huit affluents contributeurs référencés :
- le ruisseau de Chiz ou de Chizé (rd), 6,5 km sur les deux communes de Melay (source) et Chemillé-Melay (confluence) ;
- l’Aubance (rg), 8,6 km sur les trois communes de Neuvy-en-Mauges (source), Saint-Lezin, Chemillé-Melay (confluence). (Ne pas confondre avec l’affluent direct de la Loire qui s’appelle également Aubance) ;
- la Malaiserie (rd), 10 km sur les quatre communes de Melay (source), Cosse-d'Anjou, Chemillé-Melay (confluence), Valanjou, avec un affluent :
  - les Louettières (rd), 8,5 km sur les trois communes de Cosse-d'Anjou (source), Chemillé-Melay (confluence), Valanjou ;
- le Rutord (rg), 6,8 km sur les deux communes de Chemillé-Melay (source) et Chanzeaux (confluence) ;
- le ruisseau de la Planchette (rd), 1,6 km sur la seule commune de Chanzeaux ;
- le ruisseau des Petites Tailles (rg), 2,2 km sur la seule commune de Saint-Lambert-du-Lattay, aujourd'hui Chemillé-en-Anjou ;
- le ruisseau de Bouillon (rd), 1,3 km sur les deux communes de Chanzeaux et Saint-Lambert-du-Lattay, aujourd'hui Chemillé-en-Anjou.

Donc son rang de Strahler est de trois.

## Hydrologie
L’Hyrôme est une rivière très irrégulière à l’instar de ses voisines de la région de l’ouest du bassin de la Loire et avant tout de la Sèvre nantaise et de l’Oudon.

### L'Hyrôme à Saint-Lambert-du-Lattay
Son débit a été observé depuis le 1er octobre 1980  à Saint-Lambert-du-Lattay, localité du département de Maine-et-Loire, à 20 m d'altitude, située au niveau de son confluent avec le Layon. La surface ainsi étudiée est de 151 km2 soit la quasi-totalité du bassin versant de la rivière. de 153 km2.
Le module de la rivière à Saint-Lambert-du-Lattay est de 0,904 m3/s.
L’Hyrôme présente des fluctuations saisonnières de débit fort marquées comme très souvent dans le bassin de la Loire. Les hautes eaux se déroulent en hiver et se caractérisent par des débits mensuels moyens allant de 1,46 à 2,43 m3/s de décembre à mars inclus (avec un maximum très net en janvier). À partir de la seconde partie du mois de mars, le débit baisse rapidement jusqu’aux basses eaux d’été qui ont lieu de juin à septembre inclus, entraînant une baisse du débit mensuel moyen jusqu’à 0,115 m3/s au mois d’août. Mais ces moyennes mensuelles ne sont que des moyennes et cachent des fluctuations bien plus prononcées sur de courtes périodes ou selon les années.

### Étiage ou basses eaux
Aux étiages, le VCN3 peut chuter jusque 0,006 m3/s (six litres/s), en cas de période quinquennale sèche, ce qui est très sévère, le cours d’eau étant alors réduit à quelques filets d’eau. Mais ce fait est fréquent parmi les rivières de la région coulant sur le vieux socle armoricain peu perméable.

### Crues
Les crues peuvent être extrêmement importantes, compte tenu de la petitesse du bassin versant. Les QIX 2 et QIX 5 valent respectivement 32 et 54 m3/s. Le QIX 10 est de 69 m3/s, le QIX 20 de 83 m3/ss, tandis que le QIX 50 atteint 100 m3/s.
Le débit instantané maximal enregistré à Saint-Lambert-du-Lattay a été de 88,90 m3/s le 5 janvier 1994, tandis que le débit journalièr maximal était de 55,8 m3/s le 9 avril 1983. En comparant la première de ces valeurs à l’échelle des QIX de la rivière, cette crue était à peine d’ordre vicennal, et donc destinée à se répéter tous les quinze à vingt ans en moyenne. La hauteur maximale instantanée s'est établie à 4 120 mm ou 4,12 m le 27 décembre 1982.

### Lame d'eau et débit spécifique
L’Hyrôme est une rivière relativement peu abondante. La lame d’eau écoulée dans son bassin versant est de 195 millimètres annuellement, ce qui est nettement inférieur à la moyenne d’ensemble de la France (plus ou moins 320 millimètres par an), et aussi à la moyenne du bassin de la Loire (245 millimètres par an) et de la Mayenne (297 millimètres par an). C’est cependant largement supérieur aux bassins du Layon (139 mm/an) et du Loir (129 mm/an). Le débit spécifique (ou Qsp) atteint 6,2 litres par seconde et par kilomètre carré de bassin.

## Aménagements et écologie
« Sur l’Hyrôme, une des caractéristiques principales des peuplements échantillonnés sur ce cours d'eau est la quasi-absence d’espèces caractéristiques de la zone salmonicole comme la Truite et le Chabot et la sous- représentation de la Loche franche. Les cyprinidés d'eau vive sont représentés par les plus résistants, le Goujon et le Chevesne. Les espèces dominantes dans les échantillons sont en revanche des espèces ubiquistes, électives de cours d’eau lents et réchauffés, peu ou moins sensibles à la dégradation du milieu, comme le Gardon, l’Ablette ou la Perche, aucune n’appartenant au peuplement théorique. »

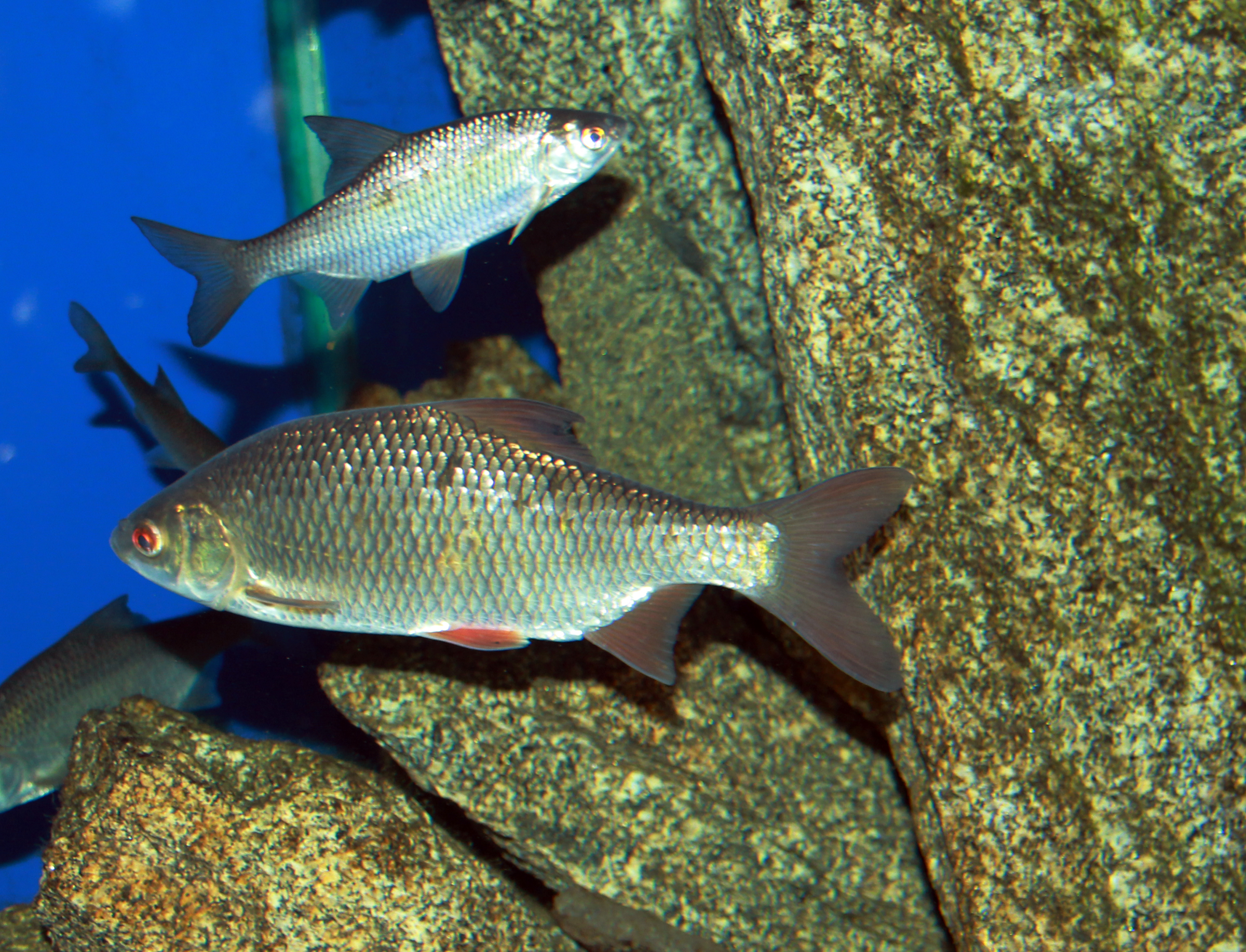
Le gardon.
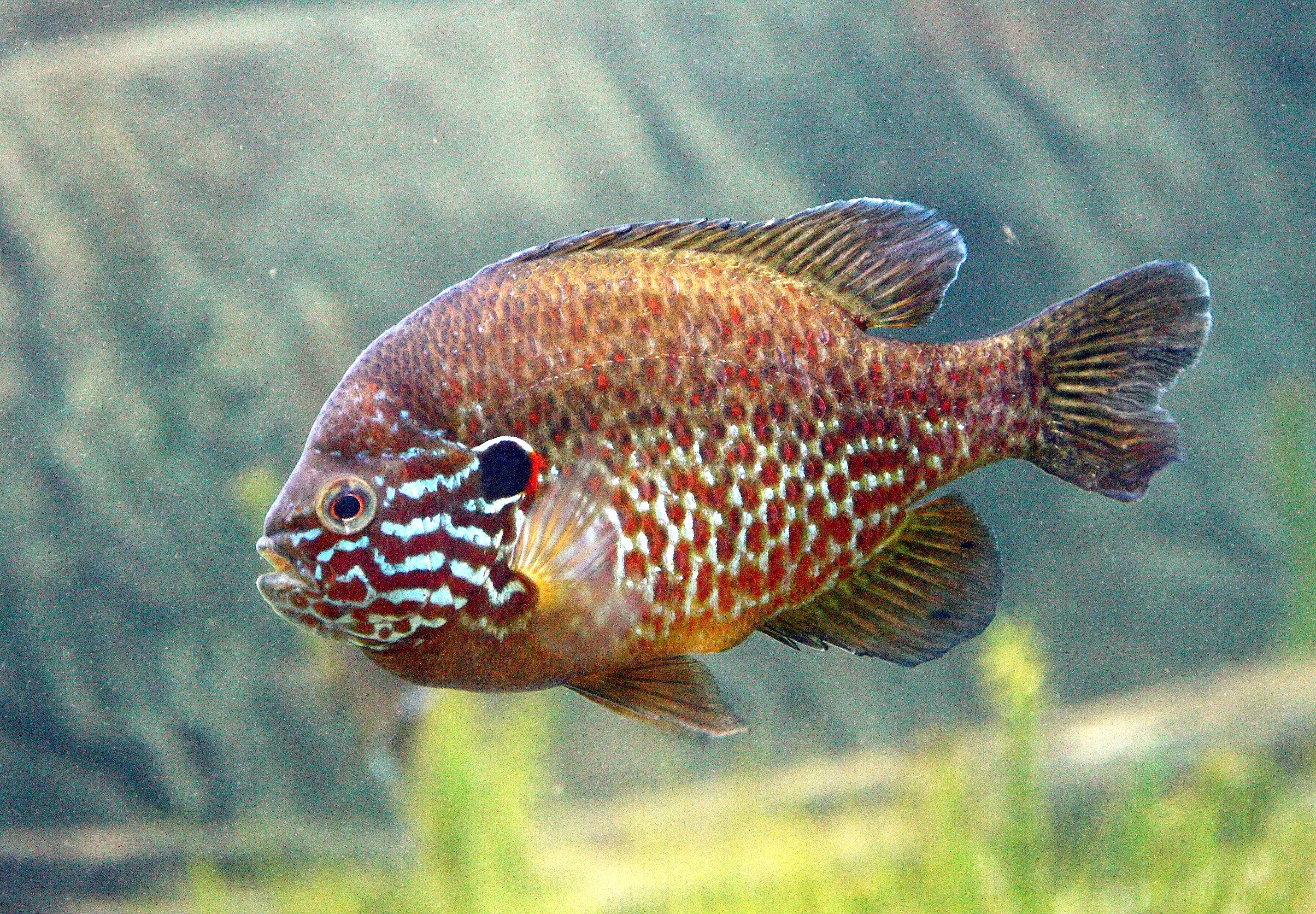
La perche soleil.
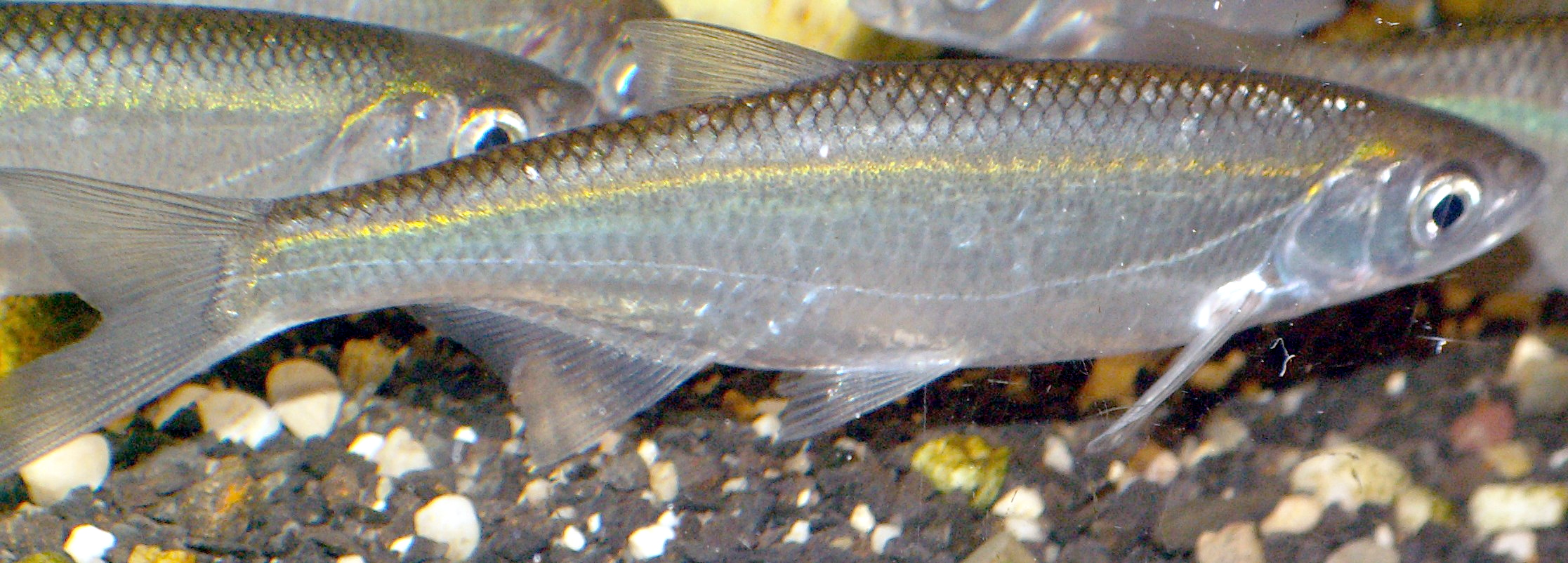
L'ablette.

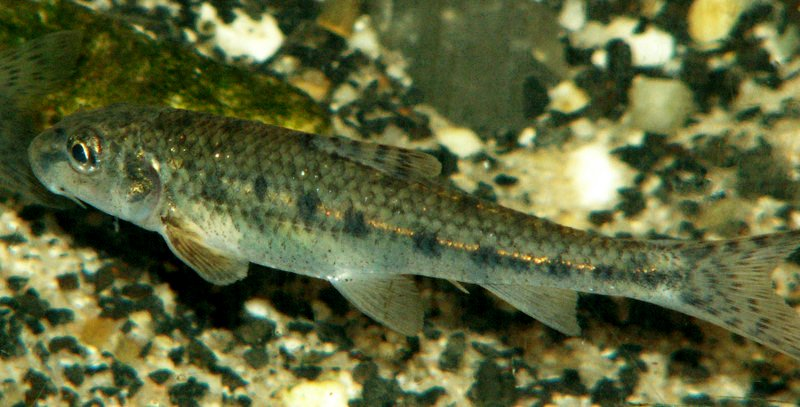
Le goujon.
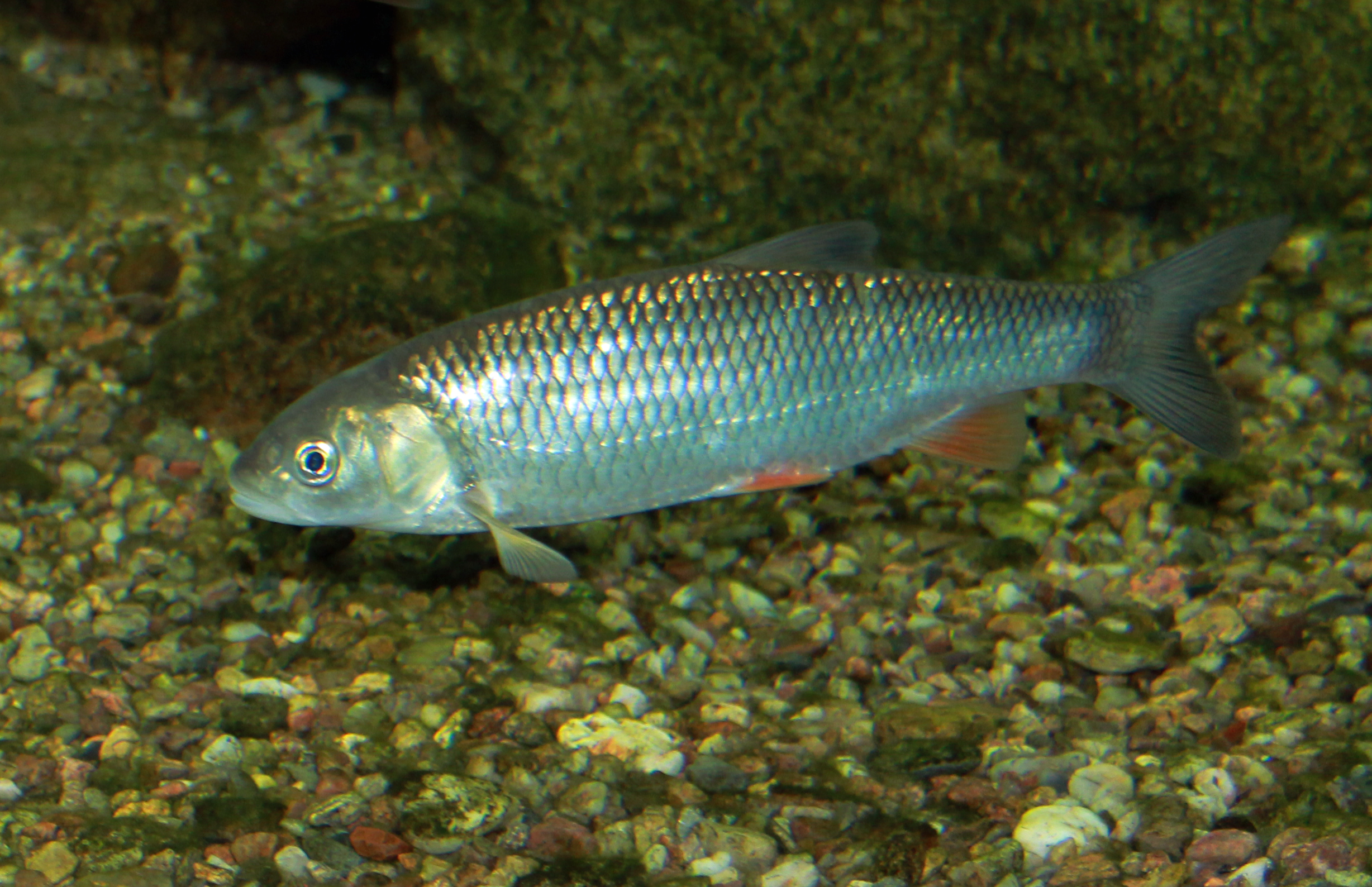
Le chevesne.